# Thorictus feae
Thorictus feae is een keversoort uit de familie spektorren (Dermestidae). De wetenschappelijke naam van de soort werd in 1897 gepubliceerd door Antoine Henri Grouvelle.